# Gudkov
Gudkov je priimek več oseb:
- Gennadij Vladimirovič Gudkov, ruski politik
- Lev Dimitrijevič Gudkov, ruski sociolog
- Nikolaj Nikolajevič Gudkov, sovjetski general